# Нимаёль
Нимаёль — река в России, протекает в Сосногорском районе Республики Коми. Устье реки находится в 63 км по левому берегу реки Велью. Длина реки составляет 13 км.
Исток реки в болотах в 13 км к северо-востоку от посёлка Конашъёль. Река в верхнем течении течёт на северо-запад, затем поворачивает на запад, всё течение проходит по заболоченному таёжному лесу. Впадает в Велъю у нежилой деревни Ленавож.

## Данные водного реестра
По данным государственного водного реестра России относится к Двинско-Печорскому бассейновому округу, водохозяйственный участок реки — Печора от истока до водомерного поста у посёлка Шердино, речной подбассейн реки — Бассейны притоков Печоры до впадения Усы. Речной бассейн реки — Печора.
По данным геоинформационной системы водохозяйственного районирования территории РФ, подготовленной Федеральным агентством водных ресурсов:
- Код водного объекта в государственном водном реестре — 03050100112103000060542
- Код по гидрологической изученности (ГИ) — 103006054
- Код бассейна — 03.05.01.001
- Номер тома по ГИ — 03
- Выпуск по ГИ — 0